# Circondario di Olpe
Il circondario di Olpe (targa OE) è uno dei circondari (Kreis) della Renania Settentrionale-Vestfalia, in Germania.
Appartiene al distretto governativo (Regierungsbezirk) di Arnsberg. Comprende 4 città e 3 comuni. Il capoluogo è Olpe, il centro maggiore Lennestadt.

## Geografia antropica
Fanno parte del circondario sette comuni di cui quattro sono classificati come città (Stadt). Tre delle quattro città sono classificate come media città di circondario (Mittlere kreisangehörige Stadt).
(Abitanti al 31 dicembre 2021)

### Città
- Attendorn (media città di circondario) (24 207)
- Drolshagen (11 618)
- Lennestadt (media città di circondario) (25 176)
- Olpe (media città di circondario) (24 677)

### Comuni
- Finnentrop (16 780)
- Kirchhundem (11 220)
- Wenden (19 442)